# Rio Verde (Pernambuco)
O rio Verde é um curso de água que nasce no estado de Pernambuco, no Brasil. É um afluente do rio Una, pela sua margem esquerda.